# Jed Brophy
Jed Brophy (n. 29 de octubre de 1963) es un actor de cine de Nueva Zelanda. Ha aparecido en varias películas de Peter Jackson, incluyendo Braindead, Heavenly Creatures, en la trilogía cinematográfica de El Señor de los Anillos, King Kong y también apareció como el enano Nori en la trilogía de El hobbit.

## Filmografía
| Año  | Título                                            | Papel                               | Notas |
| ---- | ------------------------------------------------- | ----------------------------------- | ----- |
| 1992 | Chunuk Bair                                       | Soldado Fred South                  |       |
| 1992 | Absent Without Leave                              | Joe                                 |       |
| 1992 | Braindead                                         | Void                                |       |
| 1994 | A Little Death                                    |                                     |       |
| 1994 | Lemming Aid                                       |                                     |       |
| 1994 | The Last Tattoo                                   | Furlough Guard                      |       |
| 1994 | Heavenly Creatures                                | John                                |       |
| 1996 | Chicken                                           | Will Tilfer                         |       |
| 1998 | Shortland Street                                  | Dr. Jack Galloway                   |       |
| 2001 | The Lord of the Rings: The Fellowship of the Ring | Nazgûl                              |       |
| 2002 | The Lord of the Rings: The Two Towers             | Sharku/Snaga, orco jinete de huargo |       |
| 2003 | Perfect Strangers                                 | Pete                                |       |
| 2003 | The Lord of the Rings: The Return of the King     | Bolingúl (orco capitán de Mordor)   |       |
| 2004 | Fracture                                          | Tony Dorio                          |       |
| 2005 | King Kong                                         | Venture Crew                        |       |
| 2009 | District 9                                        | James Hope                          |       |
| 2012 | The Hobbit: An Unexpected Journey                 | Nori                                |       |
| 2013 | The Hobbit: The Desolation of Smaug               | Nori                                |       |
| 2014 | The Hobbit: The Battle of the Five Armies         | Nori                                |       |